# ЗАЗ-968
ЗАЗ-968 «Запорожец» — советский автомобиль I группы малого класса, выпускавшийся Запорожским автомобильным заводом.

## История
ЗАЗ-968 был эволюционным развитием модели ЗАЗ-966. Производился с 1970 по 1979 год. Первые экземпляры мало чем отличались от 966-й модели, более того – несколько лет они выпускались параллельно. Из внешних особенностей – наличие фонарей заднего хода и новая приборная панель. В конце 1973 года автомобиль был модернизирован и получил иное оформление передка (узкий молдинг вместо псевдорешётки радиатора), обновленную светотехнику. При дальнейшем производстве в конструкцию ЗАЗ-968 постепенно вносились изменения и улучшения, такие, как фары типа «европейский луч» и другие.
С 1974-1975 годов по 1979 год в нарастающих количествах выпускалась модернизированная модель ЗАЗ-968А, а с конца 1979 года в серию пошёл ЗАЗ-968М со значительно обновлённым внешним оформлением.
Последний ЗАЗ-968М был выпущен 15 июня 1994 года.
Характерные особенности модели: заднемоторная компоновка, V-образный двигатель воздушного охлаждения, автономный бензиновый отопитель.
Во втором полугодии 1987 года, после начала производства ЗАЗ-1102, государственная розничная цена на ЗАЗ-968М была снижена с 5375 до 3900 рублей.

## Отличия ЗАЗ-968А от ЗАЗ-968
- Травмобезопасный рулевой вал — имеет разрезную муфту, ломающуюся при лобовом столкновении, что исключает смещение рулевой колонки внутрь салона;
- Новые сиденья (от ВАЗ-2101);
- Замок зажигания с противоугонным устройством;
- Двухконтурная тормозная система;
- Главное зеркало типа ВАЗ;
- Новая панель приборов;
- Применение аварийной сигнализации.

## Отличия ЗАЗ-968М от ЗАЗ-968А
ЗАЗ-968М отличался от предшественников куда более существенно. Прежде всего это касается внешнего облика:
- Задние фонари увеличенной площади и прямоугольной формы, доставшиеся модели 968М от опытного ЗАЗ-1102.
- Панель передка поменяла форму, стала выпуклой (за счёт этого дополнительно увеличен объём багажника), на ней появились прямоугольные — вместо круглых — указатели поворотов, окантовка фар — из чёрной резины, орнамент спереди заменён на чёрную полосу с надписью «968М». Бамперы обрели съёмные боковые части из пластика и срединную резиновую полосу. Таким образом, у ЗАЗ-968М намного меньше хромированных деталей.

Претерпела изменение и внутренняя компоновка:
- Запасное колесо перенесено из багажника под капот, справа от двигателя (с конца 1991 года оно вернулось обратно в багажник, а его место занял аккумулятор, перенесённый из багажника).
- Модернизированная панель приборов (как ранее на ЗАЗ-968АЭ).

Существенные изменения коснулись и силового агрегата: 
- На ЗАЗ-968М устанавливались три двигателя МеМЗ-968Э, МеМЗ-968ГЭ и МеМЗ-968БЭ. Для всех трёх двигателей базовая модель — МеМЗ-968Э (41 л. с.). Двигатель МеМЗ — 968ГЭ (45 л. с.) отличается от базового двигателя установкой новой конструкции двухкамерного карбюратора типа ДААЗ 2101-20, а также новым впускным коллектором. Двигатель МеМЗ-968БЭ (50 л. с.) отличается теми же элементами, что и двигатель 45 л. с., и дополнительной конструкцией новых головок цилиндров с уменьшенным объёмом камер сгорания, за счёт этого повысилась степень сжатия с 7,2 до 8,4, что позволяло использовать бензин АИ-93. Модификация 968МР оснащалась вакуумным полуавтоматом управления сцепления.
- Полностью изменена схема охлаждения двигателя. Воздух для охлаждения стал поступать через штампованную решётку в крышке капота. Вместо боковых воздухозаборников («ушей») в задних крыльях остались небольшие решёточки («жабры»), причём правая по ходу движения решётка использовалась для дополнительного забора воздуха, а левая — для выпуска. Применён вентилятор с другим профилем лопастей, имеющей бо́льшую производительность при сниженной шумности и отбираемой от двигателя мощности. Такое решение избавило машину от перегрева (правда, при условии, что владелец содержал межрёберное пространство цилиндров и головок двигателя в чистоте).
- Карбюратор получил экономайзер принудительного холостого хода.

## Электромобиль на базе ЗАЗ-968
- В 1973 году на кафедре электрических машин Запорожского машиностроительного института создали электромобиль на базе ЗАЗ-968[4].

## Модификации ЗАЗ-968 для инвалидов
- ЗАЗ-968Б и ЗАЗ-968АБ — для инвалидов, у которых повреждены или ампутированы обе ноги, но здоровые руки;
- ЗАЗ-968Б2 и ЗАЗ-968АБ2 — для инвалидов, у которых повреждена правая нога, но здоровые руки.
- ЗАЗ-968АБ4 — для инвалидов, у которых повреждена левая нога, но здоровые руки;
- ЗАЗ-968Р — для инвалидов, имеющих здоровые одну руку и одну ногу;
- ЗАЗ-968МР — для людей с одной повреждённой рукой и одной ногой;
- 3A3-968МБ — для инвалидов, у которых повреждены или ампутированы обе ноги, но здоровые руки;
- ЗАЗ-968МД — для инвалидов, у которых повреждена одна нога;
- ЗАЗ-968МГ — для инвалидов, у которых повреждена одна нога — на этот автомобиль, вместе с модификацией ЗАЗ-968М-005 устанавливали двигатель МеМЗ-966Г и мощностью 27 л. с., других указанных производителем отличий от ЗАЗ-968МД нет[5].

ЗАЗ-968Б и ЗАЗ-968Р имеют автоматическое электромагнитное сцепление. ЗАЗ-968Р, ЗАЗ-968Б и ЗАЗ-968Б2 имеют двигатель 887 см³/27 л. с. и по примерному числу лошадиных сил получили народное название «тридцатка», в отличие от «сороковок», к которым относили модификации с мощностью двигателя 40 л. с.

## Пикапы
- ЗАЗ-968АП — пикап, использовавшийся для внутризаводского транспорта.
- ЗАЗ-968МП - пикап, разработанный в конце 1980-х и производившийся до снятия с конвейера всей линейки ЗАЗ-968 в 1994 году. Всего было выпущено около 2500 автомобилей. Многие из них эксплуатировались на территории Украины, в том числе на самом автозаводе в качестве развозного транспорта, но ЗАЗ также поставлял их другим предприятиям, в том числе в Россию.

Модель изготавливалась по стапельно-обходной технологии — у выбракованного кузова ЗАЗ-968М отрезалась задняя часть крыши стойками и приваривалась задняя стенка с окном; кромкой грузового борта являлся вваренный гнутый П-образный профиль. Открытый грузовой отсек обшивался оргалитом с дерматином (как и в салоне), что вело к его быстрой порче в открытых условиях, в полостях скапливалась вода, что способствовало развитию коррозии.
Эксплуатировать пикап по прямому назначению оказалось неудобно — моторная компоновка перекрывала доступ к грузу сзади, а высокий неоткидывающийся борт был неудобен при осуществлении погрузки-выгрузки сбоку.